# Złoty Glob dla najlepszego aktora drugoplanowego
Złote Globy dla najlepszego aktora drugoplanowego – kategoria Złotych Globów, przyznawana od 1944 roku przez Hollywoodzkie Stowarzyszenie Prasy Zagranicznej.
Laureaci są zaznaczeni pogrubionym drukiem. Obok nich podane są role, za jaką otrzymali nagrodę.

## Lata 40.
1943: Akim Tamiroff – Komu bije dzwon jako Pablo
1944: Barry Fitzgerald – Idąc moją drogą jako ojciec Fitzgibbon
1945: J. Carrol Naish – Medal for Benny jako Charley Martin
1946: Clifton Webb – Ostrze brzytwy jako Elliott Templeton
1947: Edmund Gwenn – Cud na 34. ulicy jako Kris Kringle
1948: Walter Huston – Skarb Sierra Madre jako Howard
1949: James Whitmore – Pole bitwy jako Kinnie

nominacje:
- David Brian – Intruz jako John Gavin Stevens

## Lata 50.
1950: Edmund Gwenn – Mister 880 jako „Skipper” Miller

nominacje:
- George Sanders – Wszystko o Ewie jako Addison DeWitt
- Erich von Stroheim – Bulwar Zachodzącego Słońca jako Max von Mayerling

1951: Peter Ustinov – Quo vadis jako Neron
1952: Millard Mitchell – My Six Convicts jako James Connie

nominacje:
- Kurt Kasznar – Szczęśliwy czas jako Louis Bonnard
- Gilbert Roland – Piękny i zły jako Gaucho

1953: Frank Sinatra – Stąd do wieczności jako szeregowiec Angelo Maggio
1954: Edmond O’Brien – Bosonoga Contessa jako Oscar Muldoon
1955: Arthur Kennedy – Trial jako Bernard „Barney” Castle
1956: Earl Holliman – Zaklinacz deszczu jako Jim Curry

nominacje:
- Eddie Albert – Herbaciarnia „Pod Księżycem” jako kapitan McLean
- Oskar Homolka – Wojna i pokój jako marszałek Kutuzow
- Anthony Quinn – Pasja życia jako Paul Gauguin
- Eli Wallach – Laleczka jako Silva Vacarro

1957: Red Buttons – Sayonara jako Joe Kelly

nominacje:
- Lee J. Cobb – Dwunastu gniewnych ludzi jako przysięgły nr 3
- Sessue Hayakawa – Most na rzece Kwai jako pułkownik Saito
- Nigel Patrick – W poszukiwaniu deszczowego drzewa jako prof. Jerusalem Webster Stiles
- Ed Wynn – The Great Man jako Paul Beaseley

1958: Burl Ives – Biały Kanion jako Rufus Hannassey

nominacje:
- Harry Guardino – Dom na łodzi jako Angelo Donatello
- David Ladd – The Proud Rebel jako David Chandler
- Gig Young – Prymus jako dr Hugo Pine
- Efrem Zimbalist Jr. – Bądź w domu przed zmrokiem jako Jacob Diamond

1959: Stephen Boyd – Ben Hur jako Messala

nominacje:
- Fred Astaire – Ostatni brzeg jako Julian Osborne
- Tony Randall – Telefon towarzyski jako Jonathan Forbes
- Robert Vaughn – Młodzi filadelfijczycy jako Chester A. Gwynn
- Joseph Welch – Anatomia morderstwa jako sędzia Weaver

## Lata 60.
1960: Sal Mineo – Exodus jako Dov Landau

nominacje:
- Lee Kinsolving – Ciemność na szczycie schodów jako Sammy Golden
- Ray Stricklyn – The Plunderers jako Jeb Lucas Tyler
- Woody Strode – Spartakus jako Draba
- Peter Ustinov – Spartakus jako Lentulus Batiatus

1961: George Chakiris – West Side Story jako Bernardo

nominacje:
- Montgomery Clift – Wyrok w Norymberdze jako Rudolph Petersen
- Jackie Gleason – Bilardzista jako Minnesota Fats
- Tony Randall – Kochanku wróć jako „Szybki Eddie” Falson
- George C. Scott – Bilardzista jako Peter Ramsey

1962: Omar Sharif – Lawrence z Arabii jako Ali ibn el Kharish

nominacje:
- Ed Begley – Słodki ptak młodości jako Tom „Boss” Finley
- Victor Buono – Co się zdarzyło Baby Jane? jako Edwin Flagg
- Harry Guardino – Gołąb, który ocalił Rzym jako sierżant Joseph Contini
- Ross Martin – Próba terroru jako Garland Humphrey „Red” Lynch
- Paul Newman – Przygody młodego człowieka jako żołnierz
- Cesar Romero – If a Man Answers jako Robert Swan/Adam Wright
- Telly Savalas – Ptasznik z Alcatraz jako Feto Gomez
- Peter Sellers – Lolita jako Clare Quilty
- Harold J. Stone – Raport Chapmana jako Frank Garnell

1963: John Huston – Kardynał jako kardynał Glennon

nominacje:
- Lee J. Cobb – Przyjdź i zadmij w róg jako Harry R. Baker
- Bobby Darin – Kapitan Newman jako kapral Jim Tompkins
- Melvyn Douglas – Hud, syn farmera jako Homer Bannon
- Hugh Griffith – Przygody Toma Jonesa jako Squire Western
- Paul Mann – Ameryka, Ameryka jako Aleko Sinnikoglou
- Roddy McDowall – Kleopatra jako Oktawian August
- Gregory Rozakis – Ameryka, Ameryka jako Hohannes Gardashian

1964: Edmond O’Brien – Siedem dni w maju jako senator Raymond Clark

nominacje:
- Cyril Delevanti – Noc iguany jako Nonno
- Stanley Holloway – My Fair lady jako Alfred P. Doolittle
- Gilbert Roland – Jesień Czejenów jako Dull Knife
- Lee Tracy – Ten najlepszy jako prezydent Art Hockstader

1965: Oskar Werner – Szpieg, który przyszedł z zimnej strefy jako Fiedler

nominacje:
- Red Buttons – Harlow jako Arthur Landau
- Frank Finlay – Otello jako Jago
- Hardy Krüger – Start Feniksa jako Heinrich Dorfmann (odmówił przyjęcia nominacji)
- Telly Savalas – Bitwa o Ardeny jako sierżant Guffy

1966: Richard Attenborough – Ziarnka piasku jako Freenchy Burgoyne

nominacje:
- Mako – Ziarnka piasku jako Po-han
- John Saxon – Appaloosa jako Chuy Medina
- George Segal – Kto się boi Virginii Woolf? jako Nick
- Robert Shaw – Oto jest głowa zdrajcy jako Henryk VIII

1967: Richard Attenborough – Doktor Dolittle jako Albert Blossom

nominacje:
- John Cassavetes – Parszywa dwunastka jako Victor Franko
- George Kennedy – Nieugięty Luke jako Dragline
- Michael J. Pollard – Bonnie i Clyde jako C.W. Moss
- Efrem Zimbalist Jr. – Doczekać zmroku jako Sam Hendrix

1968: Daniel Massey – Gwiazda! jako Noël Coward

nominacje:
- Beau Bridges – Z miłości do Ivy jako Tim Austin
- Ossie Davis – Łowcy skalpów jako Joseph Lee
- Hugh Griffith – Żyd Jakow jako Lebedev
- Hugh Griffith – Oliver! jako Magistrat
- Martin Sheen – Róże w tytule jako Timmy Cleary

1969: Gig Young – Czyż nie dobija się koni? jako Rocky

nominacje:
- Red Buttons – Czyż nie dobija się koni? jako Harry „Sailor” Kline
- Jack Nicholson – Swobodny jeździec jako George Hanson
- Anthony Quayle – Anna tysiąca dni jako kardynał Wolsey
- Mitch Vogel – Koniokrady jako Lucius

## Lata 70.
1970: John Mills – Córka Ryana jako Michael

nominacje:
- Dan George – Mały Wielki Człowiek jako Old Lodge Skins
- Trevor Howard – Córka Ryana jako ojciec Collins
- George Kennedy – Port lotniczy jako Joe Patroni
- John Marley – Love Story jako Phil Cavalleri

1971: Ben Johnson – Ostatni seans filmowy jako Sam Lew

nominacje:
- Tom Baker – Mikołaj i Aleksandra jako Rasputin
- Art Garfunkel – Porozmawiajmy o kobietach jako Sandy
- Paul Mann – Skrzypek na dachu jako Lazar Wolf
- Jan-Michael Vincent – Going Home jako Jimmy Graham

1972: Joel Grey – Kabaret jako Mistrz ceremonii

nominacje:
- James Caan – Ojciec chrzestny jako Sonny Corleone
- James Coco – Człowiek z La Manchy jako Sancho Panza/Służący Cervantesa
- Alec McCowen – Podróże z moją ciotką jako Henry Pulling
- Clive Revill – Avanti! jako Carlo Carlucci

1973: John Houseman – W pogoni za papierkiem jako Charles W. Kingsfield Jr.

nominacje:
- Martin Balsam – Letnie życzenia, zimowe marzenia jako Harry Walden
- Jack Gilford – Ocalić tygrysa jako Phil Greene
- Randy Quaid – Ostatnie zadanie jako Larry Meadows
- Max von Sydow – Egzorcysta jako ojciec Merrin

1974: Fred Astaire – Płonący wieżowiec jako Harlee Clairbone

nominacje:
- Eddie Albert – Najdłuższy jard jako Warden Hazen
- Bruce Dern – Wielki Gatsby jako Tom Buchanan
- John Huston – Chinatown jako Noah Cross
- Sam Waterston – Wielki Gatsby jako Nick Carraway

1975: Richard Benjamin – Promienni chłopcy jako Ben

nominacje:
- John Cazale – Pieskie popołudnie jako Sal
- Charles Durning – Pieskie popołudnie jako Eugene Moretti
- Henry Gibson – Nashville jako Haven Hamilton
- Burgess Meredith – Dzień szarańczy jako Harry Greener

1976: Laurence Olivier – Maratończyk jako dr Christian Szell

nominacje:
- Marty Feldman – Nieme kino jako Marty Eggs
- Ron Howard – Rewolwerowiec jako Gillom Rogers
- Jason Robards – Wszyscy ludzie prezydenta jako Ben Bradlee
- Oskar Werner – Przeklęty rejs jako prof. Egon Kreisler

1977: Peter Firth – Jeździec jako Alan Strang

nominacje:
- Michaił Barysznikow – Punkt zwrotny jako Juri Kopeikine
- Alec Guinness – Gwiezdne wojny: część IV – Nowa nadzieja jako Obi-Wan Kenobi
- Jason Robards – Julia jako Dashiell Hammett
- Maximilian Schell – Julia jako Johann

1978: John Hurt – Midnight Express jako Max

nominacje:
- Bruce Dern – Powrót do domu jako kapitan Bob Hyde
- Dudley Moore – Nieczyste zagranie jako Stanley Tibbets
- Robert Morley – Kto wykańcza europejską kuchnię? jako Max
- Christopher Walken – Łowca jeleni jako Nick

1979: nagroda ex aequo:
- Robert Duvall – Czas Apokalipsy jako podpułkownik William „Bill” Kilgore
- Melvyn Douglas – Wystarczy być jako Benjamin Rand

nominacje:
- Frederic Forrest – Róża jako Huston Dyer
- Justin Henry – Sprawa Kramerów jako Billy Kramer
- Laurence Olivier – Mały romans jako Julius

## Lata 80.
1980: Timothy Hutton – Zwyczajni ludzie jako Conrad Jarrett

nominacje:
- Judd Hirsch – Zwyczajni ludzie jako dr Tyrone C. Berger
- Joe Pesci – Wściekły Byk jako Joey La Motta
- Jason Robards – Melvin i Howard jako Howard Hughes
- Scott Wilson – The Ninth Configuration jako kapitan Billy Cutshaw

1981: John Gielgud – Artur jako Hobson

nominacje:
- James Coco – Tylko gdy się śmieję jako Jimmy
- Jack Nicholson – Czerwoni jako Eugene O’Neill
- Howard E. Rollins Jr. – Ragtime jako Coalhouse Walker Jr.
- Orson Welles – Motylek jako sędzia Rauch

1982: Louis Gossett Jr. – Oficer i dżentelmen jako sierżant Emil Foley

nominacje:
- Raúl Juliá – Burza jako Kalibanos
- David Keith – Oficer i dżentelmen jako Sid Worley
- James Mason – Werdykt jako Ed Concannon
- Jim Metzler – Tex jako Mason McCormick

1983: Jack Nicholson – Czułe słówka jako Garrett Breedlove

nominacje:
- Steven Bauer – Człowiek z blizną jako Manny Ribera
- Charles Durning – Być albo nie być jako pułkownik Erhardt
- Gene Hackman – Pod ostrzałem jako Alex Grazier
- Kurt Russell – Silkwood jako Drew Stephens

1984: Haing S. Ngor – Pola śmierci jako Dith Pran

nominacje:
- Adolph Caesar – Opowieści żołnierza jako sierżant Waters
- Richard Crenna – Chłopak z klubu Flamingo jako Phil Brody
- Jeffrey Jones – Amadeusz jako Cesarz Józef II
- Pat Morita – Karate Kid jako Kesuke Miyagi

1985: Klaus Maria Brandauer – Pożegnanie z Afryką jako Bron Blixen

nominacje:
- Joel Grey – Remo: Nieuzbrojony i niebezpieczny jako Chiun
- John Lone – Rok smoka jako Joey Tai
- Eric Roberts – Uciekający pociąg jako Buck
- Eric Stoltz – Maska jako Roy L."Rocky” Dennis

1986: Tom Berenger – Pluton jako sierżant Bob Barnes

nominacje:
- Michael Caine – Hannah i jej siostry jako Elliot
- Dennis Hopper – Blue Velvet jako Frank Booth
- Dennis Hopper – Mistrzowski rzut jako Shooter
- Ray Liotta – Dzika namiętność jako Ray Sinclair

1987: Sean Connery – Nietykalni jako Jim Malone

nominacje:
- Richard Dreyfuss – Wariatka jako Aaron Levinsky
- R. Lee Ermey – Full Metal Jacket jako sierżant Hartman
- Morgan Freeman – Cwaniak jako Fast Black
- Rob Lowe – Amerykański kadryl jako Rory

1988: Martin Landau – Tucker – konstruktor marzeń jako Abe Karatz

nominacje:
- Alec Guinness – Mała Dorrit jako William Dorrit
- Neil Patrick Harris – Serce Clary jako David Hart
- Raúl Juliá – Dyktator z Paradoru jako Roberto Strausmann
- Lou Diamond Phillips – Wszystko albo nic jako Angel Guzman
- River Phoenix – Stracone lata jako Danny Pope/Michael Manfield

1989: Denzel Washington – Chwała jako szeregowiec Silas Trip

nominacje:
- Danny Aiello – Rób, co należy jako Sal
- Marlon Brando – Sucha biała pora jako Jake Tremont
- Sean Connery – Indiana Jones i ostatnia krucjata jako prof. Henry Jones
- Ed Harris – Szalony Megs jako David „High School” Flannigan
- Bruce Willis – Na wrogiej ziemi jako Emmett Smith

## Lata 90.
1990: Bruce Davison – Długoletni przyjaciele jako David

nominacje:
- Armand Assante – Pytania i odpowiedzi jako Roberto „Bobby Tex” Texador
- Héctor Elizondo – Pretty Woman jako Bernard Thompson
- Andy García – Ojciec chrzestny III jako Vincent Mancini
- Al Pacino – Dick Tracy jako Alphonse „Big Boy” Caprice
- Joe Pesci – Chłopcy z ferajny jako Tommy DeVito

1991: Jack Palance – Sułtani westernu jako Curly Washburn

nominacje:
- Ned Beatty – Wysłuchaj mej pieśni jako Locke
- John Goodman – Barton Fink jako Charlie Meadows
- Harvey Keitel – Bugsy jako Mickey Cohen
- Ben Kingsley – Bugsy jako Meyer Lansky

1992: Gene Hackman – Bez przebaczenia jako Mały Bill Daggett

nominacje:
- Jack Nicholson – Ludzie honoru jako Nathan R. Jessep
- Chris O’Donnell – Zapach kobiety jako Charlie Simms
- Al Pacino – Glengarry Glen Ross jako Richard Roma
- David Paymer – Komik na sobotę jako Stan

1993: Tommy Lee Jones – Ścigany jako Samuel Gerald

nominacje:
- Leonardo DiCaprio – Co gryzie Gilberta Grape’a jako Arnie Grape
- Ralph Fiennes – Lista Schindlera jako Amon Göth
- John Malkovich – Na linii ognia jako Mitch Leary
- Sean Penn – Życie Carlita jako David Kleinfeld

1994: Martin Landau – Ed Wood jako Béla Lugosi

nominacje:
- Kevin Bacon – Dzika rzeka jako Wade
- Samuel L. Jackson – Pulp Fiction jako Jules Winnfield
- Gary Sinise – Forrest Gump jako Dan Taylor
- John Turturro – Quiz Show jako Herb Stempel

1995: Brad Pitt – 12 małp jako Jeffrey Goines

nominacje:
- Ed Harris – Apollo 13 jako Gene Kranz
- John Leguizamo – Ślicznotki jako Chi-Chi Rodriguez
- Tim Roth – Rob Roy jako Archibald Cunningham
- Kevin Spacey – Podejrzani jako Roger „Pleciuch” Kint

1996: Edward Norton – Lęk pierwotny jako Aaron Stampler

nominacje:
- Cuba Gooding Jr. – Jerry Maguire jako Rod Tidwell
- Samuel L. Jackson – Czas zabijania jako Carl Lee Hailey
- Paul Scofield – Czarownice z Salem jako sędzia Thomas Danforth
- James Woods – Duchy Missisipi jako Byron De La Beckwith

1997: Burt Reynolds – Boogie Nights jako Jack Horner

nominacje:
- Rupert Everett – Mój chłopak się żeni jako George
- Anthony Hopkins – Amistad jako John Quincy Adams
- Greg Kinnear – Lepiej być nie może jako Simon Bishop
- Jon Voight – Zaklinacz deszczu jako Leo F. Drummond
- Robin Williams – Buntownik z wyboru jako Sean Maguire

1998: Ed Harris – Truman Show jako Christof

nominacje:
- Robert Duvall – Adwokat jako Jerome Facher
- Bill Murray – Rushmore jako Herman Blume
- Geoffrey Rush – Zakochany Szekspir jako Filip Henslowe
- Billy Bob Thornton – Prosty plan jako Jacob Mitchell

1999: Tom Cruise – Magnolia jako Frank „T.J” Mackey

nominacje:
- Michael Caine – Wbrew regułom jako Wilbur Larch
- Michael Clarke Duncan – Zielona mila jako John Coffey
- Jude Law – Utalentowany pan Ripley jako Dickie Greenleaf
- Haley Joel Osment – Szósty zmysł jako Cole Sear

## 2000–2009
2000: Benicio del Toro – Traffic jako Javier Rodrigues

nominacje:
- Jeff Bridges – Ukryta prawda jako prezydent Jackson Evans
- Willem Dafoe – Cień wampira jako Max Schreck
- Albert Finney – Erin Brockovich jako Edward Masry
- Joaquin Phoenix – Gladiator jako Kommodus

2001: Jim Broadbent – Iris jako John Bayley

nominacje:
- Steve Buscemi – Ghost World jako Seymour
- Hayden Christensen – Życie jak dom jako Sam Monroe
- Ben Kingsley – Sexy Beast jako Don Logan
- Jude Law – A.I. Sztuczna inteligencja jako Żigolo Joe
- Jon Voight – Ali jako Howard Cosell

2002: Chris Cooper – Adaptacja jako John Laroche

nominacje:
- Ed Harris – Godziny jako Richard „Richie” Brown
- Paul Newman – Droga do zatracenia jako John Rooney
- Dennis Quaid – Daleko od nieba jako Frank Whitaker
- John C. Reilly – Chicago jako Amos Hart

2003: Tim Robbins – Rzeka tajemnic jako Dave Boyle

nominacje:
- Alec Baldwin – Cooler jako Shelly Kaplow
- Albert Finney – Duża ryba jako Edward Bloom
- Peter Sarsgaard – Pierwsza strona jako Charles Lane
- Ken Watanabe – Ostatni samuraj jako Katsumoto

2004: Clive Owen – Bliżej jako Larry

nominacje:
- David Carradine – Kill Bill Vol. 2 jako Bill
- Thomas Haden Church – Bezdroża jako Jack
- Jamie Foxx – Zakładnik jako Max
- Morgan Freeman – Za wszelką cenę jako Eddie Dupois

2005: George Clooney – Syriana jako Bob Barnes

nominacje:
- Matt Dillon – Miasto gniewu jako Jack Ryan
- Will Ferrell – Producenci jako Franz Liebkind
- Paul Giamatti – Człowiek ringu jako Joe Gould
- Bob Hoskins – Pani Henderson jako Vivian Van Damm

2006: Eddie Murphy – Dreamgirls jako James „Thunder” Early

nominacje:
- Ben Affleck – Hollywoodland jako George Reeves
- Jack Nicholson – Infiltracja jako Francis Costello
- Brad Pitt – Babel jako Richard Jones
- Mark Wahlberg – Infiltracja jako Digmam

2007: Javier Bardem – To nie jest kraj dla starych ludzi jako Anton Chigurh

nominacje:
- Casey Affleck – Zabójstwo Jesse’ego Jamesa przez tchórzliwego Roberta Forda jako Robert Ford
- Philip Seymour Hoffman – Wojna Charliego Wilsona jako Gust Avrakotos
- John Travolta – Lakier do włosów jako Edna Turnblad
- Tom Wilkinson – Michael Clayton jako Arthur Edens

2008: Heath Ledger – Mroczny Rycerz jako Joker

nominacje:
- Tom Cruise – Jaja w tropikach jako Les Grossman
- Robert Downey Jr. – Jaja w tropikach jako Kirk Lazarus
- Ralph Fiennes – Księżna jako William Cavendish
- Philip Seymour Hoffman – Wątpliwość jako Brendan Flynn

2009: Christoph Waltz – Bękarty wojny jako pułkownik Hans Landa

nominacje:
- Matt Damon – Invictus – Niepokonany jako Francois Piennar
- Woody Harrelson – W imieniu armii jako kapitan Tony Stone
- Christopher Plummer – Ostatnia stacja jako Lew Tołstoj
- Stanley Tucci – Nostalgia anioła jako George Harvey

## 2010–2019
2010: Christian Bale − Fighter jako Dicky Eklund
nominacje:
- Michael Douglas − Wall Street: Pieniądz nie śpi jako Gordon Gekko
- Andrew Garfield − The Social Network jako Eduardo Saverin
- Jeremy Renner − Miasto złodziei jako James „Jem” Coughlin
- Geoffrey Rush − Jak zostać królem jako Lionel Logue

2011: Christopher Plummer − Debiutanci jako Hal Fields

nominacje:
- Kenneth Branagh − Mój tydzień z Marilyn jako Laurence Olivier
- Albert Brooks − Drive jako Bernie Rose
- Jonah Hill − Moneyball jako Peter Brand
- Viggo Mortensen − Niebezpieczna metoda jako Sigmund Freud

2012: Christoph Waltz − Django jako dr King Schultz

nominacje:
- Alan Arkin − Operacja Argo jako Lester Siegel
- Leonardo DiCaprio − Django jako Calvin J. Candie
- Philip Seymour Hoffman − Mistrz jako Lancaster Dodd
- Tommy Lee Jones − Lincoln jako Thaddeus Stevens

2013: Jared Leto − Witaj w klubie jako Rayon

nominacje:
- Barkhad Abdi − Kapitan Phillips jako Abduwali Muse
- Daniel Brühl − Wyścig jako Niki Lauda
- Bradley Cooper − American Hustle jako Richard „Richie” DiMaso
- Michael Fassbender − Zniewolony. 12 Years a Slave jako Edwin Epps

2014: J.K. Simmons − Whiplash jako Terence Fletcher

nominacje:
- Robert Duvall − Sędzia jako sędzia Joseph Palmer
- Ethan Hawke − Boyhood jako Mason Evans sr
- Edward Norton − Birdman jako Mike Shiner
- Mark Ruffalo − Foxcatcher jako Dave Schultz

2015: Sylvester Stallone − Creed: Narodziny legendy jako Rocky Balboa

nominacje:
- Paul Dano − Love & Mercy jako Brian Wilson
- Idris Elba − Beasts of No Nation jako dowódca
- Mark Rylance − Most szpiegów jako Rudolf Abel
- Michael Shannon − 99 Homes jako Rick Carver

2016: Aaron Taylor-Johnson – Zwierzęta nocy jako Ray Marcus

nominacje:
- Mahershala Ali – Moonlight jako Juan
- Jeff Bridges – Aż do piekła jako Marcus Hamilton
- Simon Helberg – Boska Florence jako Cosmé McMoon
- Dev Patel – Lion. Droga do domu jako Saroo Brierley

2017: Sam Rockwell – Trzy billboardy za Ebbing, Missouri jako Jason Dixon

nominacje:
- Willem Dafoe – Projekt Floryda jako Bobby Hicks
- Armie Hammer – Tamte dni, tamte noce jako Oliver
- Richard Jenkins – Kształt wody jako Giles
- Christopher Plummer – Wszystkie pieniądze świata jako Jean Paul Getty

2018: Mahershala Ali – Green Book jako Don Shirley

nominacje:
- Timothée Chalamet – Mój piękny syn jako Nic Sheff
- Adam Driver – Czarne bractwo. BlacKkKlansman jako Flip Zimmerman
- Richard E. Grant – Czy mi kiedyś wybaczysz? jako Jack Hock
- Sam Rockwell – Vice jako George W. Bush

2019: Brad Pitt – Pewnego razu... w Hollywood jako Cliff Booth

nominacje:
- Tom Hanks – Cóż za piękny dzień jako Fred Rogers
- Anthony Hopkins – Dwóch papieży jako Benedykt XVI
- Al Pacino – Irlandczyk jako Jimmy Hoffa
- Joe Pesci – Irlandczyk jako Russel Bufalino

## 2020–2029
2020: Daniel Kaluuya – Judasz i Czarny Mesjasz jako Fred Hampton

nominacje:
- Sacha Baron Cohen – Proces Siódemki z Chicago jako Abbie Hoffman
- Jared Leto – Małe rzeczy jako Albert Sparma
- Bill Murray – Na lodzie jako Felix Keane
- Leslie Odom Jr. – Pewnej nocy w Miami... jako Sam Cooke

2021: Kodi Smit-McPhee – Psie pazury jako Peter Gordon

nominacje:
- Ben Affleck – Bar dobrych ludzi jako Charlie Maguire
- Jamie Dornan – Belfast  jako Pa
- Ciarán Hinds – Belfast  jako Pop
- Troy Kotsur – CODA jako Frank Rossi